# Zarek Valentin
Zarek Chase Valentin (Lancaster, 6 agosto 1991) è un ex calciatore statunitense naturalizzato portoricano, di ruolo difensore.

## Biografia
È il fratello minore di Julian Valentin, ex calciatore professionista. Di origini portoricane, parla fluentemente lo spagnolo.

## Carriera

### Club

#### College e divisioni amatoriali
Valentin frequentò la Manheim Township High School, prima di entrare all'Università di Akron nel 2009, giocando per gli Akron Zips. Nel 2009, giocò anche per il Reading Rage, mentre nel 2010 con i Michigan Bucks (entrambe le esperienze nella USL Premier Development League).

#### Major League Soccer
Nel 2011, fu scelto dal Chivas USA al MLS SuperDraft. Esordì nella Major League Soccer in data 19 marzo, schierato titolare nella sconfitta casalinga per 2-3 contro lo Sporting Kansas City. A fine stagione, passò ai canadesi del Montréal Impact. Debuttò con questa maglia il 31 marzo 2012, nella sconfitta per 5-2 contro i New York Red Bulls. Il 9 luglio realizzò la prima rete, nella vittoria per 2-1 sul Columbus Crew.

#### Il trasferimento al Bodø/Glimt
Il 26 marzo 2013, passò in prestito ai norvegesi del Bodø/Glimt, formazione militante nella 1. divisjon. Il 19 dicembre successivo, il trasferimento diventò permanente e lo statunitense firmò un contratto biennale con il Bodø/Glimt.

#### Minnesota United
L'8 dicembre 2022 viene acquistato dal Minnesota Utd.

### Nazionale
Valentin giocò per gli Stati Uniti under 20, con cui partecipò anche al campionato continentale di categoria del 2011.